# Sandisha Antoine
Sandisha Antoine (* 5. November 1991) ist eine lucianische Leichtathletin, die im Weit- und Dreisprung an den Start geht.

## Sportliche Laufbahn
Erste internationale Erfahrungen sammelte Sandisha Antoine im Jahr 2007, als sie bei den Jugendweltmeisterschaften in Ostrava mit einer Weite von 12,03 m in der Qualifikationsrunde ausschied. Im Jahr darauf belegte sie bei den Commonwealth Youth Games in Pune mit 12,33 m den vierten Platz und 2009 siegte sie bei den CARIFTA Games in Vieux-Fort mit 12,91 m in der U20-Altersklasse und belegte im Weitsprung mit 5,92 m den fünften Platz. Anschließend gelangte sie bei den Panamerikanischen-Juniorenmeisterschaften in Port-of-Spain mit 12,64 m auf Rang vier im Dreisprung und wurde mit 5,45 m Siebte im Weitsprung. 2010 siegte sie bei den CARIFTA Games in George Town mit 12,64 m erneut im Dreisprung und 2012 belegte sie bei den U23-NACAC-Meisterschaften in Irapuato mit 5,71 m den fünften Platz im Weitsprung. Im Jahr darauf belegte sie bei den Spielen der Frankophonie in Nizza mit 6,11 m den siebten Platz im Weitsprung und gelangte mit 13,13 m auf Rang sechs im Dreisprung. 2015 klassierte sie sich bei den NACAC-Meisterschaften in San José mit 6,09 m auf dem siebten Platz im Weitsprung und wurde mit 13,53 m auch Siebte im Dreisprung. 2018 nahm sie an den Zentralamerika- und Karibikspielen in Barranquilla teil und belegte dort mit 6,29 m und 13,91 m die Plätze sechs und fünf im Weit- und Dreisprung. Im Jahr darauf erreichte sie dann bei den Panamerikanischen Spielen in Lima mit 13,15 m Rang zwölf im Dreisprung.

## Persönliche Bestleistungen
- Weitsprung: 6,41 m (+1,1 m/s), 13. Januar 2019 in Fort-de-France
- Dreisprung: 13,91 m (+1,7 m/s), 1. August 2018 in Barranquilla (lucianischer Rekord)